# Physocephala bimarginipennis
Physocephala bimarginipennis är en tvåvingeart som beskrevs av Karsch 1887. Physocephala bimarginipennis ingår i släktet Physocephala och familjen stekelflugor.
Artens utbredningsområde är Angola. Inga underarter finns listade i Catalogue of Life.